# Oberlausitzer Pönfall
Als Oberlausitzer Pönfall wird die vom böhmischen König Ferdinand I. im Sommer 1547 vorgenommene Bestrafung der zum Oberlausitzer Sechsstädtebund gehörenden Städte Bautzen, Görlitz, Kamenz, Lauban, Löbau und Zittau bezeichnet.

## Anlass

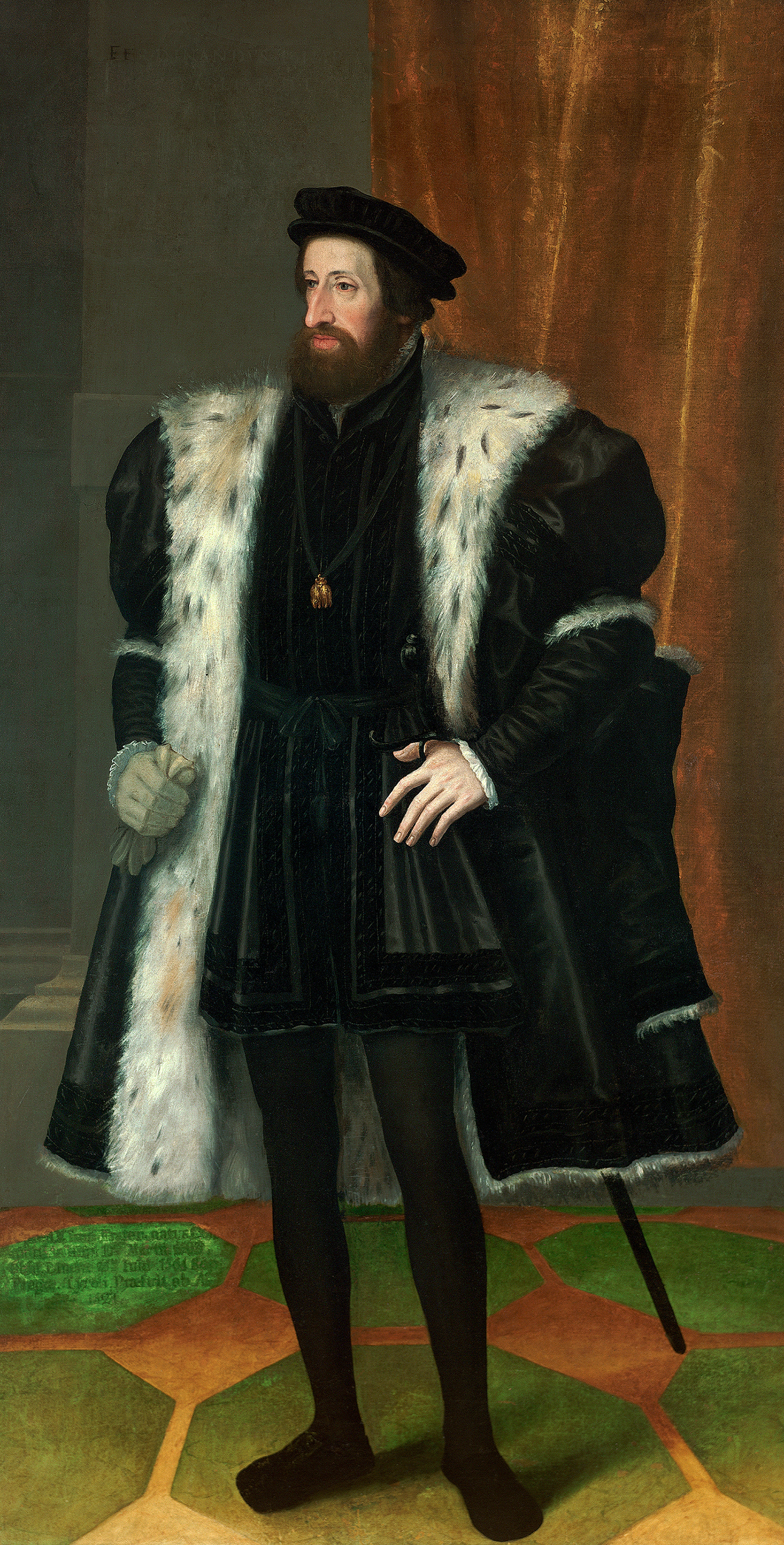
Ferdinand I.

Der Pönfall steht im engen Zusammenhang mit dem Schmalkaldischen Krieg und dem Aufstand der böhmischen Stände in den Jahren 1546/47. Als Ferdinand I. seinem Bruder Kaiser Karl V. gegen die im Schmalkaldischen Bund vereinten protestantischen Fürsten und Städte zu Hilfe kam, forderte er auch von den Ständen der böhmischen Kronländer Militärhilfe gegen die Protestanten. Die überwiegend evangelischen bzw. utraquistischen Stände Böhmens und der Oberlausitz wollten jedoch nicht gegen ihre Glaubensgenossen zu Felde ziehen und in Böhmen leistete man dem König offenen Widerstand. In der Oberlausitz dagegen verhielten sich Adel und Städte 1546 abwartend, man zog die Verhandlungen mit Ferdinand I. in die Länge und hoffte auf diese Weise, der Beteiligung am Krieg doch noch entgehen zu können. Dabei verhandelten Land und Städte jeweils getrennt mit dem König. Anfang 1547 gab es keine Ausflüchte mehr und die beiden Stände bewilligten die Stellung von Truppen. Die Städte rüsteten für zwei Monate ein Kontingent von Söldnern aus, das sich in Sachsen mit der Armee der habsburgischen Brüder vereinigte. Als die zwei Monate um waren, zog die Truppe der Städte am 23. April 1547, also unmittelbar vor der Entscheidungsschlacht bei Mühlberg aus dem Heerlager ab. Ein königlicher Befehl, die Kriegsknechte weiterhin zu besolden, hatte die Räte der Oberlausitzer Städte zu spät erreicht. Von Ferdinand wurde der Abzug als Ungehorsam wider seine königliche Majestät ausgelegt.

## Der Pönfall
Nachdem das kaiserliche Heer die Protestanten besiegt hatte und Ferdinand den Aufstand der Böhmen mit seinem Einzug in Prag im Juli 1547 beenden konnte, ging der böhmische König an die Bestrafung seiner untreuen Untertanen. Am 8. August wurden auch die Vertreter der Oberlausitzer Städte Bautzen, Görlitz, Zittau, Lauban, Löbau und Kamenz (der gesamte Rat und je zehn Geschworene aus jeder der städtischen Gemeinden) zum 1. September zur Verantwortung nach Prag vorgeladen.
Die Anklageschrift enthielt eine Vielzahl von Vergehen, derer die Städte beschuldigt wurden. Neben der problematischen Geschichte mit den Truppen wurde ihnen auch die Verletzung der Oberlausitzer Verfassung zum Schaden des Königs und die Missachtung der königlichen Befehle, Religionssachen betreffend, angekreidet. Die Sammlung der Anklagen war in wesentlichen Teilen von Vertretern des Oberlausitzer Adels lanciert worden, die darin eine Möglichkeit sahen, den mit ihnen verfeindeten Städten zu schaden. Besonders der Amtshauptmann des Görlitzer Kreises Ulrich von Nostitz, ein Katholik, fand bei Ferdinand ein offenes Ohr für seine Beschuldigungen.
Der König hatte im Juli 1547 zur Aburteilung der böhmischen Aufständischen ein Sondergericht gebildet, das vor allem mit Adeligen aus den Nebenländern der Krone Böhmen besetzt war. Somit saßen auch die Feinde der Städte aus dem Oberlausitzer Adel mit über die Kommunen zu Gericht. Die von den Städten ausgearbeitete Rechtfertigung wurde in Prag gar nicht angehört. Nach einem kurzen Prozess wurde das harte Urteil gesprochen:
- Verlust aller Stadtprivilegien, darunter der Entzug der städtischen Gerichtsbarkeit und der freien Ratswahl
- Abtretung aller städtischen Landgüter an die königliche Kammer
- Ablieferung aller Waffen
- Einführung einer ewigen Biersteuer
- ein Strafgeld in Höhe von 100.000 Gulden.

Bis zur Bezahlung der enormen Summe, wovon 40.000 Gulden auf Görlitz fielen, jeweils 20.000 auf Bautzen und Zittau, 10.000 auf Lauban und jeweils 5.000 auf Löbau und Kamenz, wurden die knapp hundert nach Prag gereisten Bürgermeister, Räte und Geschworenen ins Gefängnis gesteckt. Unter den nach Prag abgesandten nennenswert sind:
- Jakob Rösler (Bürgermeister in Görlitz)
- Franz Schneider
- Franz Lindner
- Peter Skorler
- Michael Schmidt
- Friedrich Weigand
- Hans Feuerbach
- Conrad Nesen
- Nikolaus Dornspach
- Urban Seger (Bürgermeister in Zittau)[3]
- Christoph Pfeil (Bürgermeister in Bautzen)
- Johann Stühler (Bürgermeister in Löbau)[4]
- Urban Zeidler (Bürgermeister in Lauban)[5]
- Andreas Günther (Bürgermeister in Kamenz)[6]

Wenige davon, beispielsweise Schneider und Lindner, kamen in ein besseres Gefängnis auf dem Schloss. Da sich die gefangenen Zittauer und Bautzener Ratsherren dem Strafmaß widersetzten, wurden sie „in eine Art von Kloake“ mit üblem Gestank verschleppt, Am 9. September wurde  Bestrafung von den Gefangenen unterschrieben. Am 10. September wurden zwei Vertreter jeder der sechs Städte nach Hause geschickt, um das Strafmaß zu verkünden. Die anderen Gefangenen wurden jedoch nicht entlassen, erhielten aber am 11. September „ein nicht viel leidlicheres Gefängnis“ auf dem Schloss. Die nach Hause Reisenden waren (soweit bekannt): Franz Göritz und Valentin Locke (Bautzen), Urban Zeidler und Paul Heer (Lauban), Johann Stühler und Hans Heintze (Löbau) Franz Schneider und Michael Schmidt (Görlitz), Andreas Günther (Kamenz). Die zwei Görlitzer Gesandten Schneider und Schmidt, die durchgehend mit den Gefangenen im Briefkontakt standen, zogen „von Haus zu Haus, von Dorf zu Dorf“ und schrieben „überall hin“, um die immense Strafsumme aufzutreiben. Insbesondere die reichsten Bürger, darunter Joachim Frenzel, Kaspar Berndt, Jakob Emmerich und Heinrich Scheußlich, weigerten sich überhaupt etwas beizutragen. Der Görlitzer Rat, der die höchste Strafe der sechs Städte zu bezahlen hatte, wurde wie schon mehrmals zuvor auch von Juden (über 2.000 Gulden Kanzleikosten) entlastet. Kurz vor der Freilassung der Gefangenen am 12. Oktober 1547 lieh Sigmund Morgenrot dem Rat am 7. oder 8. Oktober 300 Taler.
Die Religionsfrage hat bei der Urteilsbegründung keine Rolle mehr gespielt. Die Bestrafung der Städte geschah also nicht aus religiösen Gründen. In die kirchliche Ordnung der protestantischen Kommunen griff der katholische Habsburger nicht ein.
Die Summe der Strafen bedeutete eigentlich, dass die Oberlausitzer Städte die Würde eines freien Standes verloren hatten und deshalb auch nicht mehr landtagsfähig waren. So jedenfalls war es den meisten böhmischen Städten ergangen, die ähnlich harte Maßnahmen des Königs zu erdulden hatten.
Mit der Durchführung der Strafmaßnahmen wurden königliche Kommissare beauftragt, die zum großen Teil aus dem Oberlausitzer Adel stammten und unter Führung des Ulrich von Nostitz standen. Von diesen wurden neue Räte eingesetzt; das Amt des Stadtrichters übernahmen nun Angehörige des Adels.

## Die Folgen für die Städte und ihre Überwindung
Unmittelbare Folgen des Pönfalls waren akuter Geldmangel wegen der Aufbringung der Strafe, eine Gefährdung der öffentlichen Ordnung, weil die Gerichte nicht mehr funktionierten, die städtischen Büttel keine Waffen mehr hatten und die per Zwang eingesetzten Räte sich oft genug als Versager herausstellten, die unter normalen Umständen nie in die Stadtregierungen berufen worden wären. Auch die Versorgungslage in den Städten wurde kritisch. Weil sie ihre Landgüter verloren hatten, mussten Lebensmittel viel teurer eingekauft werden. Selbst die Güter kirchlicher Stiftungen waren betroffen, so dass auch die Armen und Kranken nicht mehr auf die übliche Weise unterhalten werden konnten. Unruhen waren zu befürchten.
Die Verwaltung der zu Gunsten der königlichen Kammer eingezogenen Landgüter funktionierte nicht zufriedenstellend. Die eingesetzten Kommissare erwiesen sich als unfähig und in Einzelfällen auch als korrupt, so dass die königliche Kammer kaum Einnahmen aus dem neuen Besitz verbuchen konnte. Angesichts der eigenen Finanznöte war Ferdinand I. gezwungen, die Güter schnell zu Geld zu machen. Die meisten wurden unter Wert verkauft, manche sogar an Parteigänger des Königs verschenkt.
Die Vormacht der Städte über den Adel wurde zwar durch den Pönfall ein für alle Mal gebrochen, die für alle Beteiligten wenig befriedigende Situation in der Oberlausitz barg jedoch den Keim für einen Wiederaufstieg der Städte im politischen Gefüge des Markgraftums.
Nach der Überwindung des ersten Schocks bemühten sich die Führungen der Städte intensiv darum, die verlorenen Positionen zurückzugewinnen, und auch der König sah ein, dass ihm die entstandene Unordnung auf Dauer keine Vorteile brachte. Schritt für Schritt kauften die Städte zumeist auf Kredit ihre Landgüter zurück; mit unausgesetzten Bitten bestürmten sie den König und die Prager Statthalterei unter Erzherzog Ferdinand wegen der Rückgabe ihrer Privilegien, die sie auch nach und nach erhielten, wenngleich für viele der Urkunden eine hohe Gebühr an die böhmische Hofkanzlei entrichtet werden musste. Gegenüber den kleineren und ärmeren Städten, zum Beispiel Löbau, erwies sich König Ferdinand gnädig, indem er ihnen Besitzungen teilweise kostenlos zurückgab. Bis 1560 hatten die Städte die Niedergerichte und die freie Ratskür wiedergewonnen. Schon vorher waren sie wieder in alter Weise auf den Landtagen vertreten. (Anhand der überlieferten Quellen lässt sich nicht entscheiden, ob sie ganz davon ausgeschlossen gewesen waren; ausdrücklich verboten wurde ihnen die Teilnahme im Urteil des Pönfalls jedenfalls nicht.)
Mit der Verleihung der Obergerichte an alle Adeligen und freien Städte der Oberlausitz im Jahr 1562 hatten die Kommunen in fast allen Dingen den Zustand vor dem Pönfall erreicht. Nur die Gerichtsgewalt über Teile des Adels und dessen Untertanen blieb ihnen für immer versagt. Dafür war das Verhältnis zur Ritterschaft nun weit weniger angespannt als vor 1547. Das hatte auch mit den veränderten politischen Konstellationen um 1560 zu tun. Zum einen vereinigten sich beide Stände in der Opposition gegen den königlichen Landvogt Christoph von Dohna, der sein Amt nicht verfassungsgemäß verwaltete, zum anderen war man sich in der Religionspolitik einig, denn auch im Adel gab es gut ein Jahrzehnt nach dem Pönfall keine profilierten Vertreter des Katholizismus mehr. Adel und Städte bemühten sich nun geschlossen um die landesrechtliche Anerkennung der lutherischen Konfession.
Die hohen Strafgelder und die Kosten für den Rückkauf der Güter und Privilegien hatten der städtischen Wirtschaft enorme Mittel entzogen, so dass die Ökonomien der Kommunen noch Jahrzehnte später deutlich geschwächt waren, zumal von den Räten für die Abtragung der Schulden bis in die 1580er Jahre hinein höhere Steuern eingetrieben werden mussten.